# Allison Beveridge

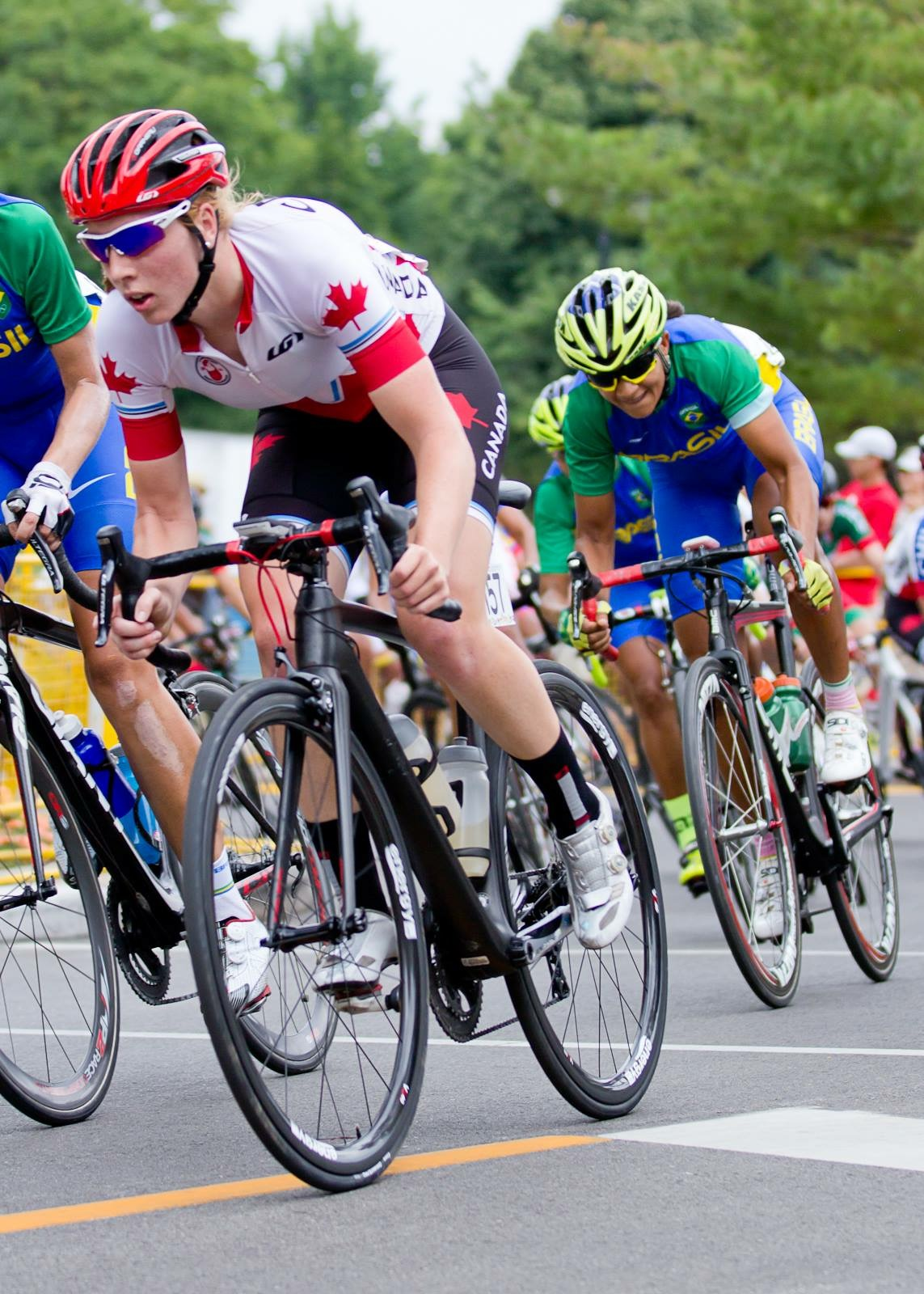
Beveridge 2015

Allison Beveridge (* 1. Juni 1993 in Calgary) ist eine ehemalige kanadische Radrennfahrerin, die insbesondere auf der Bahn fuhr.

## Sportliche Laufbahn
Allison Beveridge war zunächst als Schwimmerin sportlich aktiv. Im Alter von 14 Jahren begann sie mit dem Radsport. 2011 nahm sie als Juniorin an den Panamerikanischen Radsportmeisterschaften teil und errang vier Silbermedaillen.
Besonders erfolgreich ist Beveridge in der Mannschaftsverfolgung. 2014 wurde sie gemeinsam mit Laura Brown, Jasmin Glaesser und Stephanie Roorda Vize-Weltmeisterin in dieser Disziplin, 2015 errang das kanadische Quartett mit Beveridge, Glaesser, Kirsti Lay und Roorda Bronze. Im selben Jahr siegte das kanadische Team in der Mannschaftsverfolgung bei den Panamerikanischen Spielen vor heimischem Publikum in Toronto.
Ebenfalls bei den Bahn-Weltmeisterschaften 2015 errang Allison Beveridge im Scratch ihre erste Einzel-Medaille bei Weltmeisterschaften, obwohl sie in einer frühen Phase des Rennens gestürzt war.
2016 wurde Beveridge für die Teilnahme an den Olympischen Spielen in Rio de Janeiro nominiert, wo sie gemeinsam mit Laura Brown, Jasmin Glaesser, Kirsti Lay und Georgia Simmerling die Bronzemedaille in der Mannschaftsverfolgung errang und im Omnium Rang elf belegte.
In den auf die Olympischen Spiele folgenden Saisons errang Allison Beveridge weitere Erfolge auf der Bahn. So gewann sie mit dem kanadischen Vierer die Mannschaftsverfolgung bei zwei Läufen des Bahnrad-Weltcups 2017/18. 2017 wurde sie mit Stephanie Roorda Panamerikameisterin im Zweier-Mannschaftsfahren und 2019 mit Annie Foreman-Mackey, Ariane Bonhomme und Georgia Simmerling ion der Mannschaftsverfolgung. Bei den Bahnradsport-Weltmeisterschaften 2020 startete sie als Mitfavoritin im Omnium, konnte aber den Wettbewerb wegen eines Sturzes nicht zu Ende bringen.
2021 startete Beveridge bei den Olympischen Spielen in Tokio. In der Mannschaftsverfolgung belegte der kanadische Vierer aus Beveridge, Bonhomme, Foreman-Mackey, Simmerling und Duehring (frühere Glaesser) Rang vier; Beveridge wurde Neunte im Omnium.

## Palmarès

### Bahn
2011
- Panamerikameisterschaft – Einerverfolgung (Juniorinnen)
- Panamerikameisterschaft – Scratch (Juniorinnen)
- Panamerikameisterschaft – Teamsprint (Juniorinnen) (mit  Audrey Labrie )
- Panamerikameisterschaft – Omnium

2014
- Bahn-Weltmeisterschaften – Mannschaftsverfolgung (mit Laura Brown, Jasmin Glaesser und Stephanie Roorda)
- Bahnrad-Weltcup Guadalajara – Mannschaftsverfolgung (mit Laura Brown, Jasmin Glaesser und Stephanie Roorda)
- Bahnrad-Weltcup Guadalajara – Mannschaftsverfolgung (mit Jasmin Glaesser, Kirsti Lay und Stephanie Roorda)
- Bahnrad-Weltcup London – Mannschaftsverfolgung (mit Jasmin Glaesser, Kirsti Lay und Stephanie Roorda)
- Kanadische Meisterin – Omnium

2015
- Bahn-Weltmeisterschaften – Mannschaftsverfolgung (mit Jasmin Glaesser, Kirsti Lay, Stephanie Roorda)
- Bahn-Weltmeisterschaften – Scratch
- Panamerikanische Spiele – Mannschaftsverfolgung (mit Jasmin Glaesser, Kirsti Lay und Stephanie Roorda)
- Panamerikameisterschaft – Omnium
- Panamerikameisterschaft – Scratch
- Bahnrad-Weltcup Cali – Mannschaftsverfolgung (mit Jasmin Glaesser, Kirsti Lay und Stephanie Roorda)
- Bahnrad-Weltcup Cambridge – Mannschaftsverfolgung (mit Jasmin Glaesser, Kirsti Lay und Stephanie Roorda)

2016
- Olympische Spiele – Mannschaftsverfolgung (mit Laura Brown, Kirsti Lay, Jasmin Glaesser und Georgia Simmerling)
- Bahn-Weltmeisterschaften – Mannschaftsverfolgung (mit Georgia Simmerling, Kirsti Lay und Jasmin Duehring)

2017
- Weltcup in Milton – Mannschaftsverfolgung (mit Ariane Bonhomme, Kinley Gibson und Annie Foreman-Mackey)
- Bahnrad-Weltcup in Santiago de Chile – Mannschaftsverfolgung (mit Bryony Botha, Annie Foreman-Mackey und Racquel Sheath)
- Panamerikameisterin – Zweier-Mannschaftsfahren (mit Stephanie Roorda)
- Kanadische Meisterin – Omnium, Punktefahren, Zweier-Mannschaftsfahren (mit Jasmin Duehring), Mannschaftsverfolgung (mit Annie Foreman-Mackey, Katherine Maine und Jasmin Duehring)

2018
- Commonwealth Games – Mannschaftsverfolgung (mit Annie Foreman-Mackey, Ariane Bonhomme und Stephanie Roorda)
- Panamerikameisterschaft – Zweier-Mannschaftsfahren
- Kanadische Meisterin – Zweier-Mannschaftsfahren (mit Stephanie Roorda)

2019
- Panamerikameisterin – Mannschaftsverfolgung (mit Annie Foreman-Mackey, Ariane Bonhomme und Georgia Simmerling)
- Panamerikameisterschaft – Omnium

### Straße
2015
- Panamerikanische Spiele – Straßenrennen

2017
- Kanadische Meisterin – Straßenrennen